# 모하메드 바요
모하메드 바요(프랑스어: Mohamed Bayo, 1998년 6월 4일 ~ )는 릴에서 임대되어 벨기에 프로 리그 클럽 앤트워프에서 뛰고 있는 기니의 프로 축구 선수이다. 프랑스에서 태어난 그는 기니 국가대표팀에서 뛰고 있다.

## 어린 시절
바요는 프랑스 클레르몽페랑에서 기니 출신 부모에게서 태어났다.

## 구단 경력

### 초기 경력
2019년 1월, 바요는 프로가 된 클레르몽에서 시즌이 끝날 때까지 됭케르크로 임대되었다. 2019년 6월 25일, 됭케르크는 2019-20년 시즌 동안 임대를 연장했다.

### 클레르몽
2020-21년 시즌, 바요는 고향 클럽 클레르몽이 22골로 리그 2 득점왕에 오르며 처음으로 리그 1 승격을 달성했다.

### 릴
2022년 7월 13일, 바요는 리그 1의 릴과 5년 계약을 맺었다.
2025년 2월 3일, 바요는 시즌 종료까지 벨기에의 앤트워프로 임대 이적하였다.

## 국가대표팀 경력
바요는 프랑스와 기니 국적을 가지고 있다. 그는 2021년 3월 24일, 말리와의 2021년 아프리카 네이션스컵 예선 전에서 기니 국가대표팀으로 데뷔했다.
2021년 12월 20일, 그는 카바 디아와라가 선정한 2021년 아프리카 네이션스컵에 출전할 기니 선수 27명의 명단에서 선정되었다. 2023년 12월 23일, 그는 2023년 아프리카 네이션스컵에 선발된 25명의 선수 명단에 다시 포함되었다.

## 사생활
바요는 2021년 10월, 프랑스에서 교통사고로 뺑소니를 당해 경찰에 연행됐다.